# Joseph Lawson Howze
Joseph Lawson Howze (Daphne, 30 agosto 1923 – Ocean Springs, 9 gennaio 2019) è stato un vescovo cattolico statunitense.

## Biografia
Monsignor Joseph Lawson Howze nacque a Daphne, in Alabama, il 30 agosto 1923. Era il maggiore dei quattro figli nati da Albert Otis Howze Sr. e Helen Lawson Howze. Sua madre morì quando Lawson aveva cinque anni, appena sei giorni dopo la nascita del suo quarto figlio. Crebbe tra le case dei nonni, delle zie e del padre, che in seguito si risposò e generò altri tre figli. Conobbe dei vicini cattolici e attribuì la sua conversione a quell'influenza. Fu battezzato nella confessione battista e poi divenne metodista.

### Formazione e ministero sacerdotale
Frequentò la scuola materna della Most Pure Heart of Mary School di Mobile. In seguito fu trasferito nelle scuole pubbliche segregate di Mobile e si diplomò come valedictorian alla scuola secondaria della contea di Mobile nel 1944. Originariamente Howze aspirava a diventare medico, ma poi studiò chimica, biologia e fisica per diventare insegnante. Nel 1946 si laureò con lode all'Alabama State Branch Junior College. Nel 1948 conseguì un Bachelor of Arts presso la Alabama State University. Nella sua congregazione fu direttore del coro, insegnante di pianoforte, organista e docente presso la scuola domenicale.
Insegnò biologia e chimica presso la Central High School di Mobile. Il 4 dicembre 1948 fu battezzato nella fede cattolica nella chiesa del Cuore Purissimo di Maria a Mobile e prese il nome di Joseph. Il giorno successivo ricevette la prima comunione. Iniziò presto a sentirsi chiamato al sacerdozio.
Nell'agosto del 1952 scrisse al vescovo di Raleigh Vincent Stanislaus Waters chiedendogli diventare seminarista di quella diocesi. Nel settembre 1950 entrò nell'Epiphany College di Newburgh per iniziare gli studi propedeutici per il sacerdozio. Dovette interromperli per un anno quando andò a insegnare biologia alla St. Monica's High School di Tulsa, in Oklahoma. Nel 1953 fu ammesso al seminario propedeutico di Buffalo e poi al seminario "Cristo Re" della Saint Bonaventure University di New York. Nel 1959 conseguì il Master of Divinity.
Il 7 maggio 1959 fu ordinato presbitero per la diocesi di Raleigh da monsignor Vincent Stanislaus Waters nella cattedrale diocesana. Il 10 maggio tenne la sua prima messa nella chiesa del Cuore Purissimo di Maria a Mobile. Fu parroco di diverse parrocchie della Carolina del Nord, tra le quali Asheville.

### Ministero episcopale
L'8 novembre 1972 papa Paolo VI lo nominò vescovo ausiliare di Natchez-Jackson e titolare di Massita. Ricevette l'ordinazione episcopale il 28 gennaio successivo nell'auditorium municipale di Jackson dall'arcivescovo Luigi Raimondi, delegato apostolico negli Stati Uniti d'America, co-consacranti il vescovo ausiliare di New Orleans Harold Robert Perry e il vescovo di Natchez-Jackson Joseph Bernard Brunini. Poco dopo divenne presidente dell'Associazione nazionale del clero cattolico nero.
L'8 marzo 1977 papa Paolo VI lo nominò primo vescovo di Biloxi. Prese possesso della diocesi il 6 giugno successivo. Fu il primo vescovo cattolico nero a capo di una diocesi negli Stati Uniti d'America.
Fu membro del comitato "Call to Action" del Consiglio nazionale dei vescovi cattolici (NCCB), membro del comitato per la pace mondiale della Conferenza cattolica degli Stati Uniti (USCC), membro della Mississippi Health Care Commission, membro del comitato di collegamento dell'NCCB presso l'Ufficio nazionale per i cattolici neri, membro supplente per la regione ecclesiastica V del consiglio di amministrazione del comitato educativo NCCB/USCC, membro del comitato interreligioso ed ecumenico del NCCB e del consiglio del Centro medico regionale di Biloxi. Fece parte anche del consiglio di amministrazione del Gulf Pines Girl Scout Council e del National Episcopal Liaison of the Apostleship of the Sea.
Il 6 giugno 2001 papa Giovanni Paolo II accettò la sua rinuncia al governo pastorale della diocesi per raggiunti limiti di età.
Ricevette una laurea honoris causa in giurisprudenza dall'Università di Portland, un dottorato onorario in scienze umane dal Sacred Heart College di Belmont e un dottorato onorario in giurisprudenza dal Manhattan College di New York. Ricevette inoltre lauree honoris causa dal Phillips College di Gulfport e dal Lift Bible Crusade College di Ocean Springs.
Era membro di quarta classe dei Cavalieri di Peter Claver e membro di terza classe dei Cavalieri di Colombo.
Morì nell'ospedale di Ocean Springs il 9 gennaio 2019 all'età di 95 anni. Le esequie si tennero il 16 gennaio alle ore 10.30 nella cattedrale della Natività della Beata Vergine Maria a Biloxi. Al termine del rito fu sepolto nel giardino di preghiera dello stesso edificio.

## Genealogia episcopale
La genealogia episcopale è:
- Cardinale Scipione Rebiba
- Cardinale Giulio Antonio Santori
- Cardinale Girolamo Bernerio, O.P.
- Arcivescovo Galeazzo Sanvitale
- Cardinale Ludovico Ludovisi
- Cardinale Luigi Caetani
- Cardinale Ulderico Carpegna
- Cardinale Paluzzo Paluzzi Altieri degli Albertoni
- Papa Benedetto XIII
- Papa Benedetto XIV
- Cardinale Enrico Enriquez
- Arcivescovo Manuel Quintano Bonifaz
- Cardinale Buenaventura Córdoba Espinosa de la Cerda
- Cardinale Giuseppe Maria Doria Pamphilj
- Papa Pio VIII
- Papa Pio IX
- Cardinale Alessandro Franchi
- Cardinale Giovanni Simeoni
- Cardinale Antonio Agliardi
- Cardinale Basilio Pompilj
- Cardinale Adeodato Piazza, O.C.D.
- Cardinale Luigi Raimondi
- Vescovo Joseph Lawson Howze